# Komödie im Bayerischen Hof

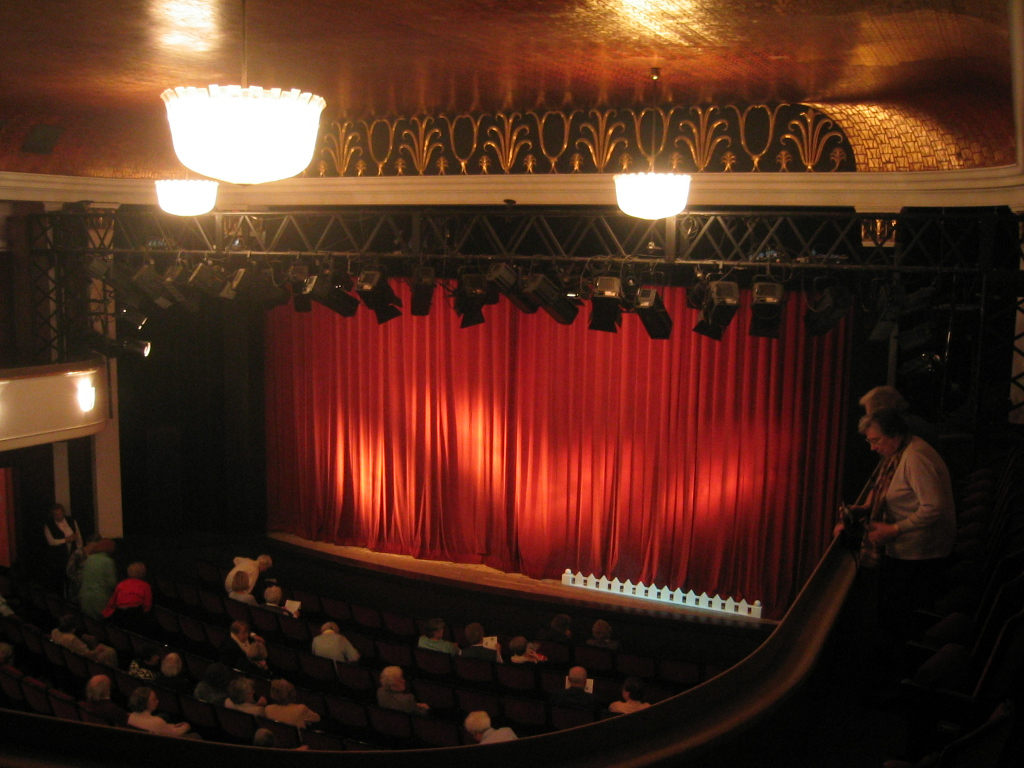
Komödie im Bayerischen Hof

Die Komödie im Bayerischen Hof ist ein großes Privattheater im Münchener Hotel Bayerischer Hof. Im 570-sitzigen Theatersaal kommen Komödien, musikalische Lustspiele, Musicals und Revuen zur Aufführung.

## Geschichte
Die Kulturveranstaltungen im Hotel begannen bereits 1886, wurden aber durch die Zerstörung Münchens 1944 jäh beendet. Nach dem Wiederaufbau ließ die Großmutter der heutigen Hotelbesitzerin, eine gefeierte Sängerin, einen Konzertsaal einrichten. Ihr Sohn Falk Volkhardt beauftragte den Architekten Erwin Schleich mit der Gestaltung des heutigen Theaters, das 1961 unter der Leitung von Gerhard Metzner (1914–1969) mit der Komödie Das Glas Wasser von Eugène Scribe eröffnet wurde. Das Hotel wird als Familienunternehmen von Innegrit Volkhardt geleitet.
In dem elegant renovierten Theater traten unter anderem Stars wie Hans-Jürgen Bäumler, Arno Bergler, Pascal Breuer, Joachim Fuchsberger, Uschi Glas, Michael Hinz, Heide Keller, Marion Kracht, Anita Kupsch, Heiner Lauterbach, Michaela May, Horst Naumann, Dietrich Siegl, Susanne Uhlen, Barbara Wussow,  Albert Fortell, Alexander Wussow, Wolfgang Spier, Christiane Hörbiger und Heidelinde Weis auf. Neben musikalischen Werken werden auch Kinderstücke (z. B. in der Vorweihnachtszeit) geboten.
Der Saal dient auch als Veranstaltungsort für Betriebsfeste, Tagungen und Jubiläen.

## Pächter
Das Theater wird seit 1992 von der Theaterbetriebe Margit Bönisch GmbH als Pächterin betrieben, deren Geschäftsführerin Margit Bönisch war. August Everding soll sich für Bönisch als Theaterleiterin ausgesprochen haben. Seit ihrem plötzlichen Tod am 27. Januar 2016 wurde das Theater von ihrem Lebensgefährten und Nachfolger Thomas Pekny geleitet. Der aktuelle Pachtvertrag läuft bis 2024.
Am 26. Oktober 2021 hat der bisherige GmbH-Alleingesellschafter Pekny 51 Prozent seiner Anteile an René Heinersdorff übertragen, der künftig auch die Geschäftsführung der GmbH übernimmt. Pekny war im Sommer 2021 vor dem Landgericht München I wegen schweren sexuellen Missbrauchs angeklagt und aus Mangel an Beweisen in erster Instanz freigesprochen worden. Dennoch hatte der Richter in der mündlichen Urteilsbegründung betont, sein Spruch sei „kein Beweis der Unschuld“.